# Vungana
Der Vungana ist ein Berg auf der Insel Guadalcanal in den Salomon-Inseln. Er liegt in der Provinz Guadalcanal im unabhängigen Inselstaat der Salomonen im südwestlichen Pazifischen Ozean.

## Geographie
Der Vungana hat eine Höhe von 368 Metern. Er liegt im Zentrum der Insel, südlich von Tutumu und ist dicht bewaldet. An seiner Westflanke verläuft der Fluss Niughughusi und östlich der Fluss Vavatu.